# 博士（心身健康科学）
博士（心身健康科学）（はくし しんしんけんこうかがく）は、日本の博士の学位である。

## 概要
- 心身健康科学に関する専攻分野を修めることによって、1991年以降に日本の大学で授与されるものである。
- 1991年以前の日本では授与されておらず、「心身健康科学博士」という学位の種類は日本では存在しない。

## 授与大学
- 2018年現在、人間総合科学大学大学院博士課程（後期）の所定単位取得および博士論文審査に合格し、全ての課程を修了することで「博士（心身健康科学）」が授与される。